# Tiro esportivo nos Jogos Europeus de 2015 - Skeet masculino
A competição skeet masculino foi um dos eventos do tiro esportivo nos Jogos Europeus de 2015, em Baku, no Azerbaijão. Foi disputada no Centro de Tiro de Baku nos dias 20 e 21 de junho.

## Calendário
Horário de verão do Azerbaijão (UTC+5).
| Data        | Horário | Fase               |
| ----------- | ------- | ------------------ |
| 20 de junho | 09:00   | Qualificação dia 1 |
| 21 de junho | 09:00   | Qualificação dia 2 |
| 21 de junho | 14:45   | Semifinal          |
| 21 de junho | 15:05   | Final              |

## Medalhistas
| Ouro   | ITA Valerio Luchini  |
| Prata  | SWE Stefan Nilsson   |
| Bronze | FIN Marko Kemppainen |

## Resultados

### Qualificação
O resultado da qualificação foi seguinte.
| Pos. | Atirador                     | Series | Series | Series | Series | Series | Total | Notas  |
| Pos. | Atirador                     | 1      | 2      | 3      | 4      | 5      | Total | Notas  |
| ---- | ---------------------------- | ------ | ------ | ------ | ------ | ------ | ----- | ------ |
| 1    | FRA Anthony Terras           | 25     | 24     | 25     | 25     | 25     | 124   |        |
| 2    | CZE Jan Sychra               | 24     | 25     | 25     | 24     | 25     | 123   | CB:98  |
| 3    | FIN Marko Kemppainen         | 24     | 25     | 25     | 24     | 25     | 123   | CB:96  |
| 4    | ITA Valerio Luchini          | 25     | 25     | 24     | 25     | 24     | 123   |        |
| 5    | DEN Jesper Hansen            | 25     | 25     | 25     | 24     | 24     | 123   |        |
| 6    | SWE Stefan Nilsson           | 25     | 24     | 24     | 24     | 25     | 122   | +7     |
| 7    | GRE Nikolaos Mavrommatis     | 25     | 24     | 24     | 25     | 24     | 122   | +6     |
| 8    | SUI Fabio Ramella            | 23     | 23     | 25     | 25     | 25     | 121   |        |
| 9    | UKR Mikola Milchev           | 25     | 22     | 24     | 25     | 25     | 121   |        |
| 10   | CYP Georgios Achilleos       | 25     | 23     | 25     | 25     | 23     | 121   |        |
| 11   | NOR Tore Brovold             | 25     | 24     | 25     | 24     | 23     | 121   | CB:114 |
| 12   | ITA Riccardo Filippelli      | 25     | 24     | 25     | 24     | 23     | 121   | CB:112 |
| 13   | GBR Michael Gilligan         | 25     | 24     | 23     | 23     | 25     | 120   |        |
| 14   | FIN Tommi Takanen            | 25     | 24     | 25     | 23     | 23     | 120   |        |
| 15   | RUS Valeriy Shomin           | 25     | 24     | 24     | 25     | 22     | 120   |        |
| 16   | CZE Jakub Tomeček            | 24     | 24     | 23     | 24     | 24     | 119   |        |
| 17   | GRE Efthimios Mitas          | 24     | 24     | 24     | 23     | 24     | 119   |        |
| 18   | FRA Éric Delaunay            | 25     | 24     | 24     | 23     | 23     | 119   |        |
| 19   | CYP Andreas Chasikos         | 23     | 24     | 24     | 23     | 24     | 118   |        |
| 20   | ESP Juan José Aramburu       | 23     | 24     | 24     | 22     | 24     | 117   |        |
| 21   | AUT Sebastian Kuntschik      | 22     | 23     | 24     | 25     | 23     | 117   |        |
| 22   | SVK Štefan Zemko             | 25     | 22     | 22     | 25     | 23     | 117   |        |
| 23   | GER Ralf Buchheim            | 23     | 23     | 25     | 23     | 23     | 117   |        |
| 24   | AZE Emin Jafarov             | 24     | 24     | 22     | 22     | 24     | 116   |        |
| 25   | LTU Ronaldas Račinskas       | 24     | 23     | 25     | 22     | 19     | 113   |        |
| 26   | RUS Alexander Zemlin         | 25     | 21     | 22     | 21     | 23     | 112   |        |
| 27   | GBR Jeremy Harry Bird        | 20     | 24     | 22     | 22     | 23     | 111   |        |
| 28   | ISL Hákon Svavarsson         | 23     | 22     | 24     | 21     | 21     | 111   |        |
| 29   | GER Sven Korte               | 23     | 23     | 21     | 20     | 23     | 110   |        |
| 30   | AZE Pasha Ahmadpour Khanghah | 21     | 23     | 24     | 22     | 20     | 110   |        |

### Semifinal
O resultado da semifinal foi o seguinte.
| Pos. | Atirador             | Pontos | Disparo |
| ---- | -------------------- | ------ | ------- |
| 1    | ITA Valerio Luchini  | 15     |         |
| 2    | SWE Stefan Nilsson   | 14     | 12      |
| 3    | DEN Jesper Hansen    | 14     | 11      |
| 4    | FIN Marko Kemppainen | 14     | 11      |
| 5    | CZE Jan Sychra       | 14     | 3       |
| 6    | FRA Anthony Terras   | 13     |         |

### Final
O resultado final foi o seguinte. 
Disputa pelo bronze
| Pos.              | Atirador             | Pontos | Disparo |
| ----------------- | -------------------- | ------ | ------- |
| Medalha de bronze | FIN Marko Kemppainen | 15     |         |
| 4                 | DEN Jesper Hansen    | 13     |         |

Disputa pelo ouro
| Pos.             | Atirador            | Pontos | Disparo |
| ---------------- | ------------------- | ------ | ------- |
| Medalha de ouro  | ITA Valerio Luchini | 16     |         |
| Medalha de prata | SWE Stefan Nilsson  | 14     |         |